# Виктория Фокс
Вижте пояснителната страница за други личности с името Виктория.
Виктория Фокс (на английски: Victoria Fox) е английска писателка на еротични любовни романи.

## Биография и творчество
Виктория Фокс е родена през 1983 г. в Нортхамптъншър, Англия. Има сестра. На тринайсет години отива в училище-интернат в Бристол, където завършва средното си образование и се запалва по романтичната литература. Завършва висше образование по английска литература и журналистика в Университета на Съсекс. Страстна почитателка на писателките Джаки Колинс и Джили Купър, по време на следването си пише първия си еротичен роман, който не е публикуван.
След дипломирането си работи като редактор в издателство в Лондон, преди да напусне, за да се посвети на писателската си кариера. Желае да твори първични, пикантни, и греховни четива от славните дни на любовните романи.
Първият ѝ роман „Холивудски грешници“ е издаден през 2011 г. Големият ѝ успех идва с романа „Островът на изкушението“ през 2012 г.
Виктория Фокс живее в Лондон.

## Произведения

### Самостоятелни романи
- Hollywood Sinners (2011)
Холивудски грешници, изд.: ИК „Сиела“, София (2012), прев. Грета Керемидчиева
- Beautiful People (2011)
- Temptation Island (2012)
Островът на изкушението, изд.: ИК „Сиела“, София (2013), прев. Цветелина Тенекеджиева
- Wicked Ambition (2013)
- Glittering Fortunes (2013)
- Power Games (2014)
- The Santiago Sisters (2016)

### Сборници
- Tales Of Temptation: Rivals / Pride / Ambition

### Новели
- Tinseltown (2011)